# Heroes of Might and Magic V: Kuźnia Przeznaczenia
Heroes of Might and Magic V: Kuźnia Przeznaczenia (ang. Heroes of Might and Magic V: Hammers of Fate) – pierwszy oficjalny dodatek do gry komputerowej Heroes of Might and Magic V stworzony przez firmę Nival. 31 sierpnia 2006 roku Ubisoft zapowiedział produkcję dodatku jednocześnie pokazując pierwsze screeny z gry. Dodatek trafił do tłoczni 8 listopada, a światowa premiera odbyła się 17 listopada tego samego roku.
Wprowadza on nowy typ miasta, Fortecę, zamieszkiwaną przez krasnoludy. Dodano także system karawan (występujący w Heroes of Might and Magic IV), nową kampanię i generator map losowych.
Gra dostała zróżnicowane oceny od krytyków. Chwalono wygląd nowych jednostek, a negatywnie oceniono liczbę nowych elementów rozgrywki.

## Rozgrywka
Schemat rozgrywki jest podobny do tego z Heroes of Might and Magic V. Gracz steruje bohaterami na zamkniętych mapach. Każdy z nich może mieć ze sobą armię złożoną z istot stworzonych głównie w swojej twierdzy zależnej od wybranej frakcji. Celem postaci jest przejęcie twierdzy wroga lub zdobycie odpowiedniej ilości surowców.
W trybie potyczki gracz ma dostęp do generatora map losowych, który nie był obecny w podstawowej wersji gry.

## Polska wersja
Wersja polska: Start International Polska

Reżyseria: Paweł Galia

Głosów użyczyli:
- Adam Bauman – Tieru
- Włodzimierz Bednarski – Godryk
- Elżbieta Jędrzejewska – Ylaya
- Agnieszka Kunikowska – Freyda
- Anna Sztejner – Biara
- Jakub Szydłowski –
  - Duncan
  - Thralsai
- Joanna Węgrzynowska-Cybińska – Izabela
- Wojciech Paszkowski – Alaryk
- Jacek Bończyk – Zehir
- Mikołaj Müller –
  - Laszlo
  - Hangvul
- Piotr Bąk – Wulfstan
- Marek Obertyn – Król Tolghar
- Zbigniew Konopka – Rolf